# Wassermühle Brömsenberg

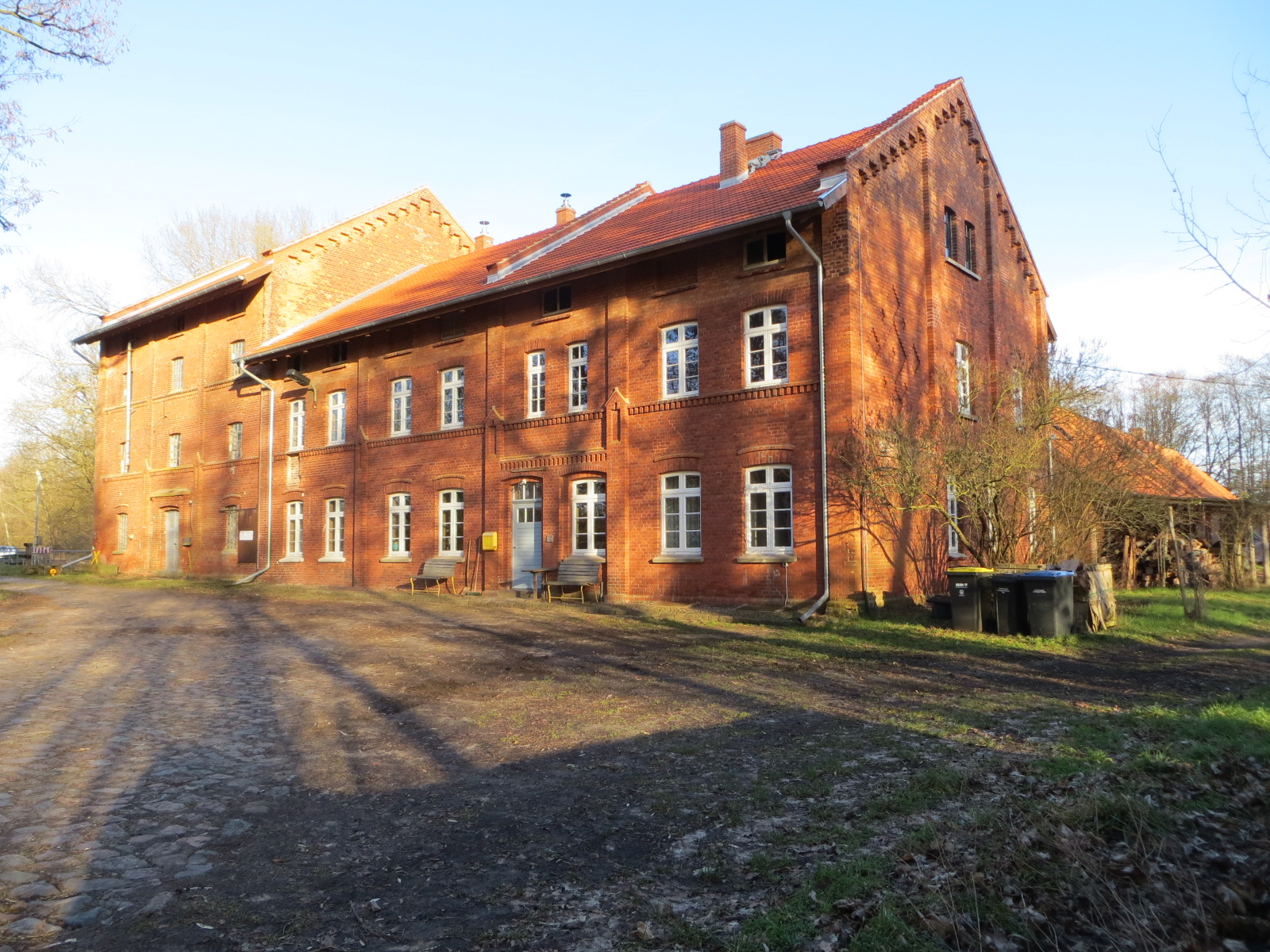
Wassermühle Brömsenberg von Südwesten

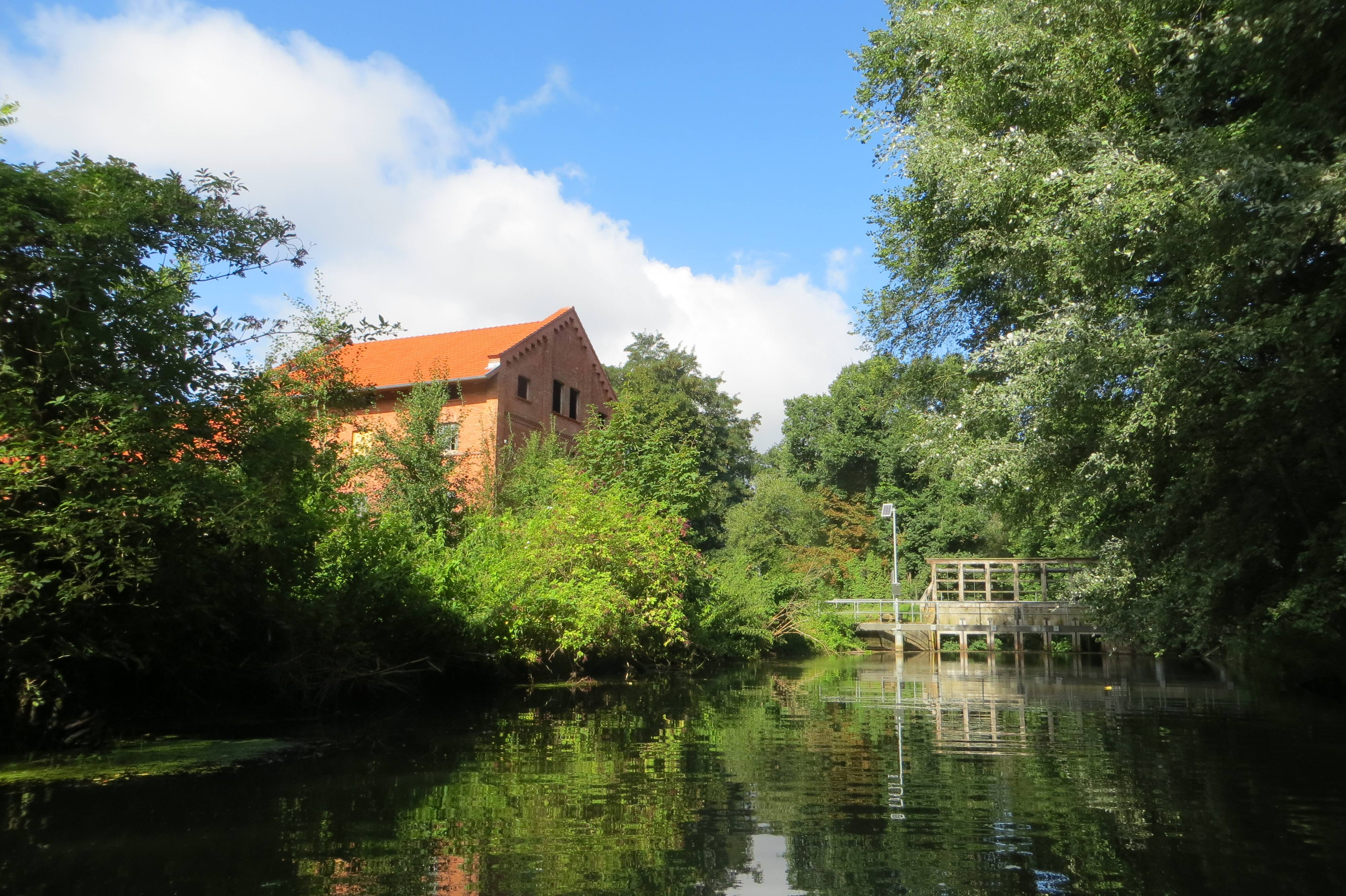
Wassermühle Brömsenberg mit dem denkmalgeschützten hölzernen Sude-Wehr

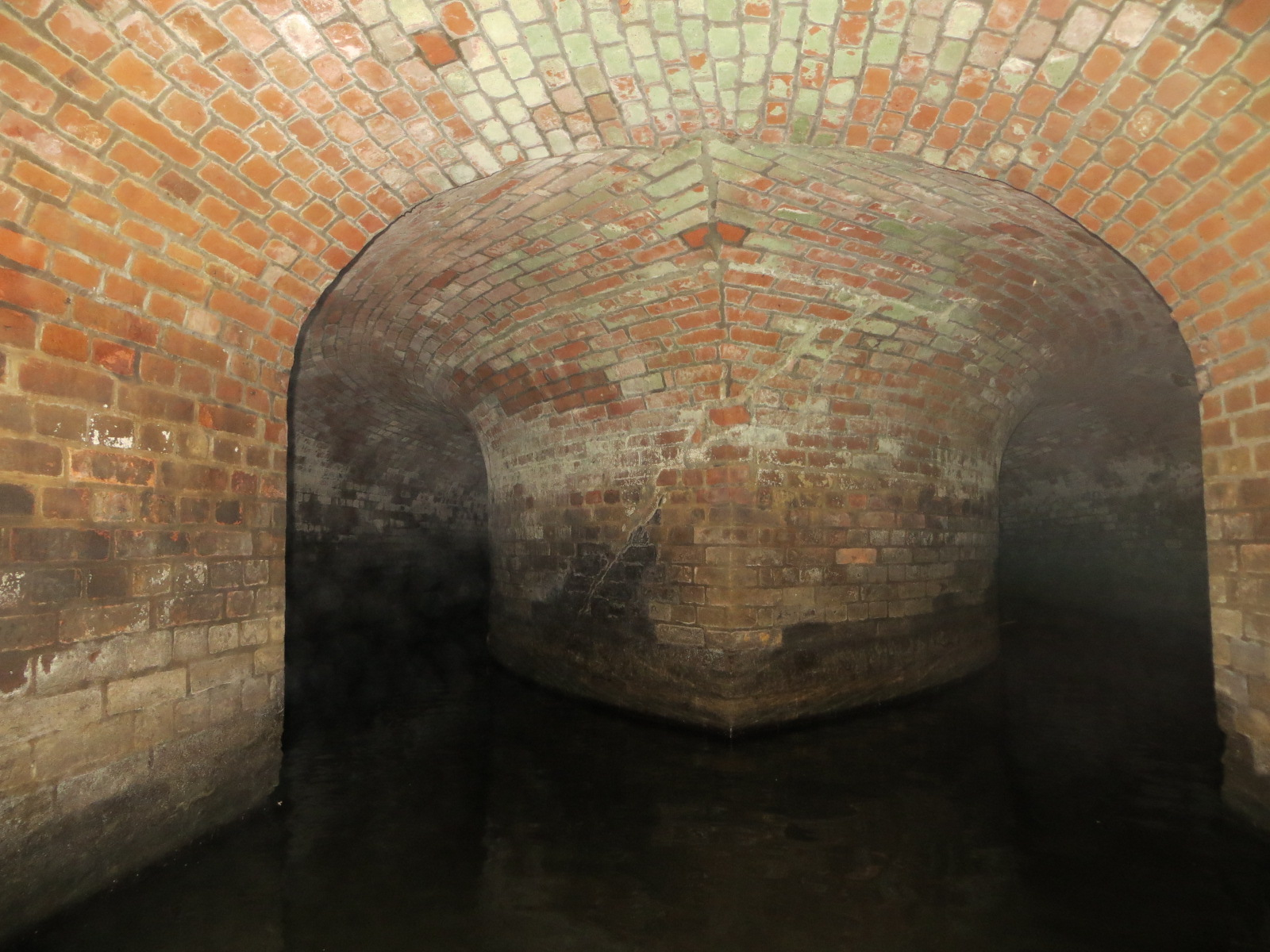
Ableitungskanal von den beiden Turbinen (links und rechts) unterhalb des Mühlengebäudes

Die Wassermühle Brömsenberg befindet sich am Fluss Sude auf dem Siedlungsplatz Neumühle. Er liegt am östlichen Rand des Ortsteils Brömsenberg der Stadt Lübtheen im Landkreis Ludwigslust-Parchim in Mecklenburg-Vorpommern. Bis etwa 1945 lautete die Bezeichnung Garlitzer (Neu-) Mühle bzw. später auch Neumühle bei Lübtheen. Erst nach der deutschen Wiedervereinigung wird vermehrt auch die Bezeichnung Wassermühle Brömsenberg verwendet. Die Mühle ist ein Baudenkmal und in der Denkmalliste des Landkreises Ludwigslust-Parchim eingetragen. Eine Besonderheit des Mühlenstandorts ist die Gabelung der Sude oberhalb der alten Mühle in die Sude und die Sude-Freiflut.

## Geschichte

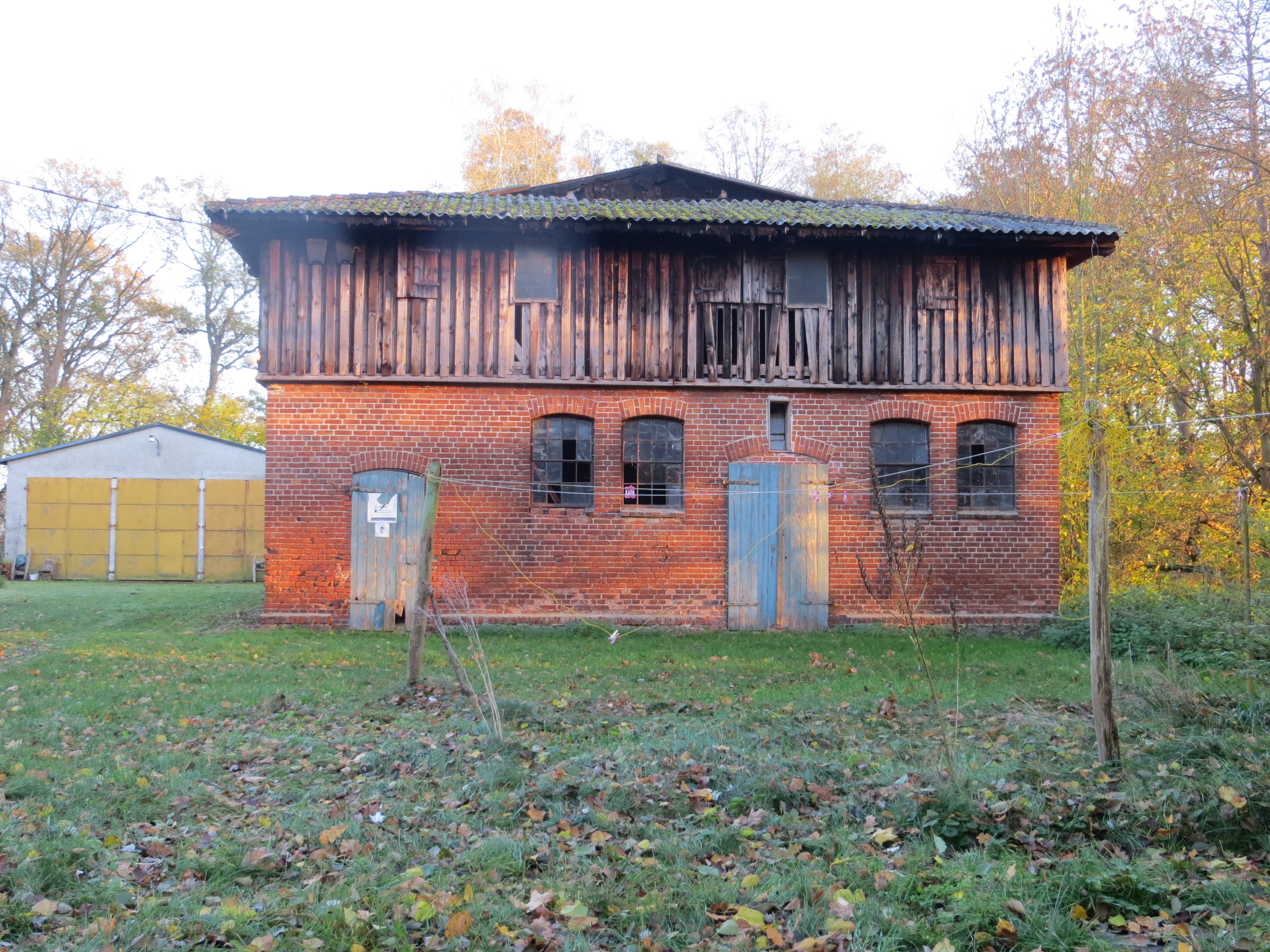
Stallgebäude der Wassermühle

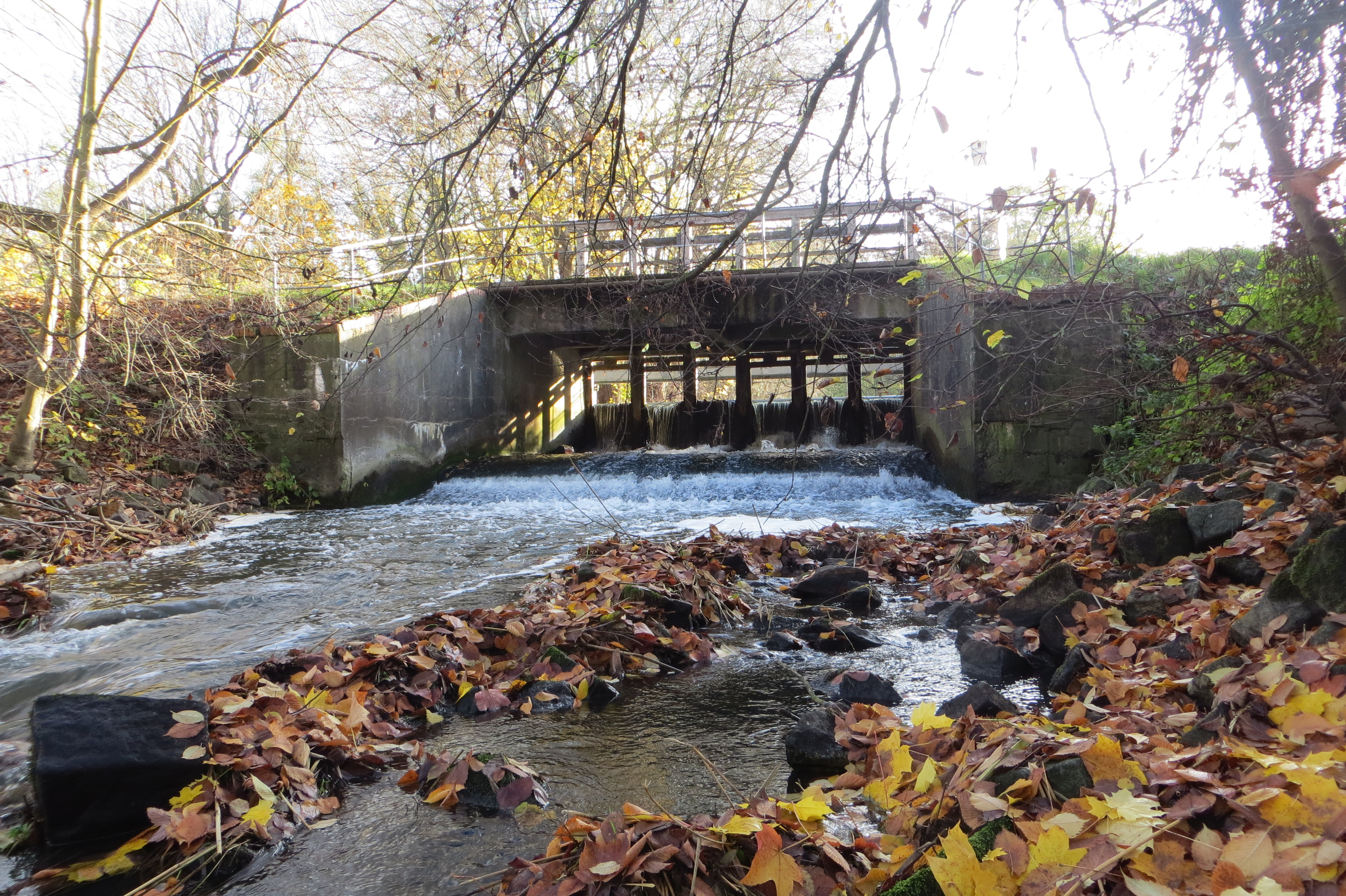
Altes Schützenwehr an der Wassermühle

Der älteste Hinweis auf die Garlitzer Neumühle stammt aus dem Kirchenbuch des Kirchspiels Alt Jabel, in dem für den 5. Dezember 1641 im Dorf Stapel die Frau des Müllers N. Peters auf der Newenmühle als Patin verzeichnet ist. Der Lübtheener Ortschronist Hans Angerstein schreibt von einer ersten Erwähnung bereits vor dem Dreißigjährigen Krieg (1618-1648). Anfang der 1860er Jahre ist in einem Bericht der Amts-, Forst- und Baubehörde zu Lübtheen, Caliss und Boizenburg an die Großherzogliche Kammer davon die Rede, dass die Mühle bereits seit 2 Jahrhunderten bestehe.
Bis 1944 war die Mühle in Staatsbesitz und wurde spätestens ab Mitte des 17. Jahrhunderts vom Großherzoglich Mecklenburgischen Ministerium für Landwirtschaft, Domänen und Forsten, jeweils zu Johannis für i. d. R. 10 Jahre an einen Wassermüller verpachtet. Die Pächter mussten gelernte Müller sein, die Mühle selbst betreiben, auf der Mühle wohnen und die bewegliche Mühlenausstattung vom Vorgänger übernehmen. 1874 erfolgte die Aufhebung des Mahlzwangs für die vier Lübtheener Bäcker in der Mühle.
1945 wurde die Mühle an den Müller Carl Rentzmann verkauft, der die Mühle zuvor seit 1913 gepachtet hatte. Dem Verkauf war 1941 eine politisch motivierte Anordnung der Betriebsschließung zum 1. Juli 1941 durch die Hauptvereinigung der deutschen Getreide- und Futtermittelwirtschaft wegen angeblichen Verstößen gegen die Marktordnung und andere Vorschriften und ein jahrelanger erfolgreicher Beschwerdeprozess des Müllers gegen die Stilllegungsverfügung vorangegangen.
Nach dem Tod des Müllers Carl Rentzmann 1959 ging die Mühle wieder an das Land Mecklenburg und wurde zum Jahreswechsel 1959/1960 in das „Eigentum des Volkes“ überführt. Die Mehlproduktion wurde eingestellt und die Mühle kooperativ zur Mischfutterproduktion für acht umliegende LPGen der Tierproduktion genutzt. Am 31. Mai 1991 erfolgte die endgültige Einstellung des Mühlenbetriebs.
Nach der Wiedervereinigung bemühten sich Anfang der 1990er Jahre verschiedene Interessenten mit unterschiedlichen Nutzungskonzepten bei der Treuhand um den Kauf der Mühle. Tatsächlich wurde die Mühle aber erst 2002 vom Land Mecklenburg-Vorpommern an eine Privatperson verkauft. Nach einem weiteren Verkauf 2015 befindet sich die Mühle seit 2019 im Besitz der Wassermühle Brömsenberg gemeinnützige GmbH, die auf der Liegenschaft Räume für umweltbewusstes, gemeinschaftliches Leben und Arbeiten schaffen möchte.

## Baugeschichte und technische Ausstattung
Das Mühlengebäude der Wassermühle Brömsenberg wurde zwischen 1864 und 1868 am heutigen Standort südlich der Sudeinsel vom Mühlenpächter Johann Friedrich Wilhelm Jessel im Auftrag des Mecklenburg-Schwerinschen Ministeriums für Landwirtschaft, Domänen und Forsten neu errichtet und 1910 um ein Geschoss erweitert. Zuvor gab es vermutlich zunächst bis etwa 1777 eine Mühle an der alten Sude (von Quassel kommend) und ab etwa 1777 eine zweite auf der Sudeinsel zwischen alter und neuer Sude. 1830 wurde das 1985 rekonstruierte und seitdem unter Denkmalschutz stehende hölzerne Schützenwehr südlich der Sudeinsel neu gebaut.
Im 17. Jahrhundert wurde die Mühle von einem hölzernen Wasserrad getrieben. Mit dem Mühlenneubau 1864/68 wurde das Wasserrad durch zwei Turbinen zur Stromerzeugung ersetzt. 1922 erneuerte der Müller Rentzmann zwei ältere Turbinen durch zwei 34,8 PS Francisturbinen der Schichau-Werke in Elbing. 1921 lieferte die Mühlenbauanstalt Amme, Giesecke & Konegen aus Braunschweig die maschinelle Einrichtung einer kompletten Mühlenanlage, darunter 2 doppelte Dialogwalzenstühle und ein vierteiliger Plansichter. Durch die beiden Doppelwalzenstühle wurde ein französischer Mahlgang, durch den Plansichter drei Vorsichter ersetzt.
1948 wurde der Mühlenhof vergrößert. Seitdem diente eine – vermutlich – vom Zwangsarbeiterlager des Marinearsenals Jessenitz umgesetzte Baracke als Lagerraum, aus Holzfertigteilen mit Rahmenbindern freitragend erbaut.
2012 wurde im Rahmen der Umsetzung der EU-Wasserrahmenrichtlinie in der Sude-Freiflut eine Sohlgleite errichtet um die durch die alten Mühlenwehranlagen eingeschränkte Durchgängigkeit der Sude für Fische und Fischnährtiere zu verbessern. Die Option einer künftigen Nutzung der Wasserkraft wurde dadurch stark eingeschränkt.

## Müller bzw. Mühlenpächter der Mühle
| von  | bis  | Müller (Mühlenpächter)                                         | Weitere Bewohner der Mühle | Quelle               |
| ---- | ---- | -------------------------------------------------------------- | --- | -------------------- |
| 1641 |      | N. Peters                                                      | | [ 3 ]                |
| 1674 | 1695 | Jacob Rohr                                                     | | [ 3 ]                |
| 1695 |      | Anna Maria Laffrentz (verwitwete Rohr)                         | | [ 3 ]                |
| 1699 | 1710 | Johann Saumann (Zaumann), verheiratet mit Anna Maria Laffrentz | | [ 3 ]                |
| 1727 | 1744 | Johann Paul (Pagel) Müller (Möller)                            | | [ 3 ]                |
| 1753 |      | Heinrich Detlef Koosen (Kohse)                                 | | [ 26 ]               |
| 1771 | 1773 | Dethlof Krüger                                                 | | [ 27 ]               |
| 1773 | 1775 | Peter Sellschop                                                | | [ 27 ]               |
| 1776 | 1780 | Johann Peter Meyer                                             | | [ 3 ]                |
| 1782 | 1787 | Johann Carl Jürgens (Jürs)                                     | | [ 26 ] [ 27 ]        |
| 1787 | 1802 | Friedrich Wilhelm Wolgast                                      | | [ 3 ] [ 27 ]         |
| 1796 | 1798 | Christoph Cordt Daniel Wolgast                                 | | [ 3 ]                |
| 1802 |      | Johann Jochim Wolgast                                          | | [ 3 ]                |
| 1810 |      | Johann Reichentrog                                             | | [ 27 ]               |
| 1816 |      | Johann Joachim Reichentrog                                     | Ehefrau des Müllers, 4 Kinder des Müllers, 1 Müllergeselle, 1 Müllerbursche, 1 Kinderfrau, 3 Dienstmädchen und 3 Knechte (lt. Volkszählung 11. August 1819)                                     | [ 3 ] [ 28 ]         |
| 1828 | 1937 | Witwe Reichentrog                                              | Gesellen Flind oder Engelland | [ 3 ] [ 29 ]         |
| 1842 |      | Heinrich Bobsin                                                | | [ 26 ]               |
| 1850 | 1852 | Dräger                                                         | | [ 26 ]               |
| 1857 |      | C.J. Voß                                                       | | [ 3 ] [ 30 ]         |
| 1864 | 1882 | Friedrich Wilhelm Jessel                                       | Ehefrau des Müllers, 4 Kinder des Müllers, eine Erzieherin, 2 Müllergesellen, 2 Mühlenbaugesellen, 1 Müllerlehrling, 2 Knechte, 1 Dienstjunge und 2 Mädchen (lt. Volkszählung 3. Dezember 1867) | [ 3 ] [ 5 ] [ 31 ]   |
| 1882 | 1888 | Friedrich Wilhelm Jessel                                       | | [ 3 ] [ 32 ]         |
| 1888 | 1901 | Wilhelm Meyen                                                  | Ehefrau des Müllers, 1 Kind des Müllers, 2 Müllergesellen, 1 Kuhfütterer, 1 Dienstmädchen sowie 3 weitere landwirtschaftliche Beschäftigte mit 3 Kindern (lt. Volkszählung 1. Dezember 1900)    | [ 3 ] [ 33 ] [ 34 ]  |
| 1901 | 1913 | Wilhelm Meyen                                                  | | [ 3 ] [ 35 ]         |
| 1913 | 1927 | Carl Rentzmann                                                 | | [ 36 ]               |
| 1927 | 1944 | Carl Rentzmann                                                 | Ehefrau des Müllers, 3 Kinder, 1 Geselle, 2 Lehrlinge, 2 Haushaltshilfen, 1 Mädchen, 1 Kostgänger und eine Lehrerin sowie vorübergehend 4 Arbeiter (lt. Volkszählung 8. Oktober 1919)           | [ 37 ] [ 38 ] [ 39 ] |
| 1945 | 1959 | Carl Rentzmann                                                 | | [ 10 ]               |

## Heraldische Verwendung

Wappen der Gemeinde Garlitz

Die Erinnerung an den alten Mühlenstandort bleibt in dem von dem Schweriner Grafiker Heinz Kippnick gestaltete und am 25. Januar 2000 vom Innenministerium Mecklenburg-Vorpommern genehmigte Wappen der Gemeinde Garlitz erhalten. Es zeigt im geteilten Schild oben in Silber einen dreiblättrigen grünen Eichenzweig mit zwei Früchten, unten in Rot ein vierspeichiges, achtschaufeliges silbernes Mühlrad.